# Liste der Satrapien und Satrapen des Alexanderreichs
Die Liste der Satrapien und Satrapen des Alexanderreichs enthält alle Reichsteile und Provinzen einschließlich ihrer Statthalter (Satrapen) des Alexanderreichs.

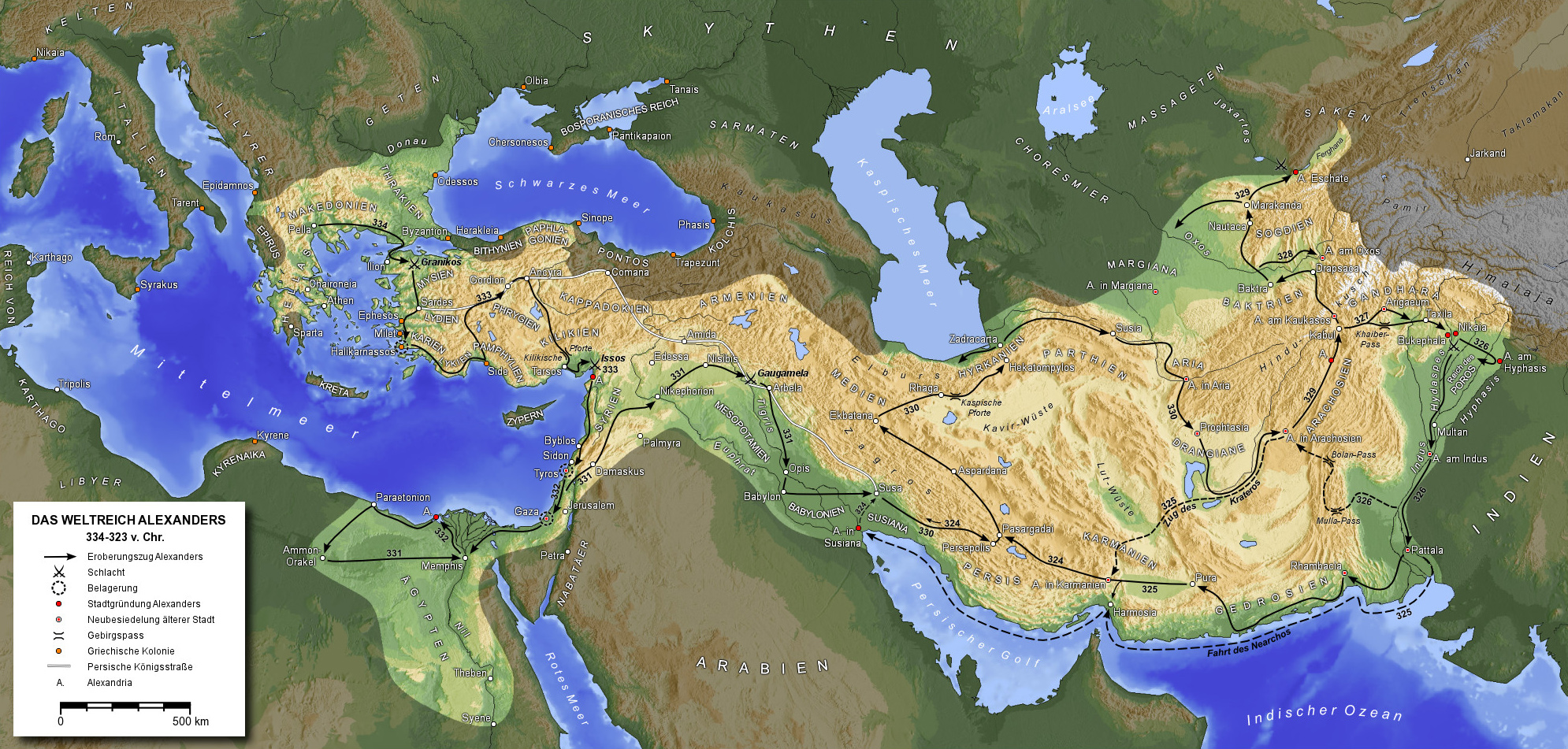
Das Reich Alexanders des Großen

Die Liste endet mit dem Tod Alexanders des Großen im Sommer 323 v. Chr. Dessen Nachfolger, die Diadochen, führten sowohl in der Reichsordnung von Babylon (323 v. Chr.) als auch auf der Konferenz von Triparadeisos (320 v. Chr.) eine Neuordnung der Provinzen durch. Eine letzte Provinzordnung nahm noch einmal Antigonos Monophthalmos, der die Nachfolgerschaft von Alexander beanspruchte, im Jahr 316 v. Chr. für alle asiatischen Satrapien vor. Aufgrund der langwierigen Diadochenkriege hatten all diese Maßnahmen aber keinen dauerhaften Bestand.

## Legende
| GRÜN  | Statthalterschaft unter der Herrschaft des Dareios III., der 330 v. Chr. ermordet wurde |
| ROT   | Statthalterschaft unter der Herrschaft Alexanders des Großen                            |
| WEISS | faktisch unabhängige Provinz                                                            |

## Europa
| Amtsjahr        | Makedonien & Illyrien | Thrakien   |
| --------------- | --------------------- | ---------- |
| 336–335 v. Chr. | Alexander der Große   | Alexandros |
| 335–334 v. Chr. | Alexander der Große   | Alexandros |
| 334–333 v. Chr. | Antipatros            | Memnon     |
| 333–332 v. Chr. | Antipatros            | Memnon     |
| 332–331 v. Chr. | Antipatros            | Memnon     |
| 331–330 v. Chr. | Antipatros            | Memnon     |
| 330–329 v. Chr. | Antipatros            | Memnon     |
| 329–328 v. Chr. | Antipatros            | Memnon     |
| 328–327 v. Chr. | Antipatros            | Memnon     |
| 327–326 v. Chr. | Antipatros            | Zopyrion   |
| 326–325 v. Chr. | Antipatros            | Zopyrion   |
| 326–325 v. Chr. | Antipatros            | ---        |
| 325–324 v. Chr. | Antipatros            | ---        |
| 324–323 v. Chr. | Antipatros            | ---        |

## Westliches Kleinasien
Die Statthalterschaft für Karien nach 333 v. Chr. ist unklar aufgrund des unbekannten Sterbedatums der Fürstin Ada.
| Amtsjahr        | Kleinphrygien „hellespontisches Phrygien“ | Lydien & Ionien | Karien      | Lykien & Pamphylien | Großphrygien & Pisidien |
| --------------- | ----------------------------------------- | --------------- | ----------- | ------------------- | ----------------------- |
| 335–334 v. Chr. | Arsites                                   | Spithridates    | Orontopates | Orontopates         | Atizyes                 |
| 334–333 v. Chr. | Kalas                                     | Asandros        | Ada         | Nearchos            | Antigonos               |
| 333–332 v. Chr. | Kalas                                     | Asandros        | Ada ?       | Nearchos            | Antigonos               |
| 332–331 v. Chr. | Kalas                                     | Asandros        | Ada ?       | Nearchos            | Antigonos               |
| 331–330 v. Chr. | Kalas                                     | Menandros       | Ada ?       | Nearchos            | Antigonos               |
| 330–329 v. Chr. | Kalas                                     | Menandros       | Ada ?       | Nearchos            | Antigonos               |
| 329–328 v. Chr. | Kalas                                     | Menandros       | Ada ?       | Nearchos            | Antigonos               |
| 329–328 v. Chr. | Kalas                                     | Menandros       | Ada ?       | Antigonos           | Antigonos               |
| 328–327 v. Chr. | Kalas                                     | Menandros       | Ada ?       | Antigonos           | Antigonos               |
| 327–326 v. Chr. | Demarchos                                 | Menandros       | Ada ?       | Antigonos           | Antigonos               |
| 326–325 v. Chr. | Demarchos                                 | Menandros       | Ada ?       | Antigonos           | Antigonos               |
| 325–324 v. Chr. | Demarchos                                 | Menandros       | Ada ?       | Antigonos           | Antigonos               |
| 324–323 v. Chr. | Demarchos                                 | Menandros       | Philoxenos  | Antigonos           | Antigonos               |

## Östliches Kleinasien
| Amtsjahr        | Paphlagonien | Nordkappadokien „pontisches Kappadokien“ | Südkappadokien „Kappadokien am Tauros“ | Kilikien | Armenien  |
| --------------- | ------------ | ---------------------------------------- | -------------------------------------- | -------- | --------- |
| 335–334 v. Chr. | Arsites      | Ariarathes                               | Mithrobuzanes                          | Arsames  | Orontes   |
| 334–333 v. Chr. | Antigonos    | Ariarathes                               | Sabiktas                               | Arsames  | Orontes   |
| 333–332 v. Chr. | Antigonos    | Ariarathes                               | Ariarathes                             | Balakros | Orontes   |
| 332–331 v. Chr. | Antigonos    | Ariarathes                               | Ariarathes                             | Balakros | Orontes   |
| 331–330 v. Chr. | Antigonos    | Ariarathes                               | Ariarathes                             | Balakros | Mithrenes |
| 330–329 v. Chr. | Antigonos    | Ariarathes                               | Ariarathes                             | Balakros | ---       |
| 329–328 v. Chr. | Antigonos    | Ariarathes                               | Ariarathes                             | Balakros | ---       |
| 328–327 v. Chr. | Antigonos    | Ariarathes                               | Ariarathes                             | Balakros | ---       |
| 327–326 v. Chr. | Antigonos    | Ariarathes                               | Ariarathes                             | Balakros | ---       |
| 326–325 v. Chr. | Antigonos    | Ariarathes                               | Ariarathes                             | Balakros | ---       |
| 325–324 v. Chr. | Antigonos    | Ariarathes                               | Ariarathes                             | Balakros | ---       |
| 324–323 v. Chr. | Antigonos    | Ariarathes                               | Ariarathes                             | Philotas | ---       |

## Naher Osten und Afrika
Während der persischen Herrschaft bildeten Mesopotamien und Babylon zusammen eine Provinz. Aller Wahrscheinlichkeit nach hatte Alexander diese Provinz nach der Schlacht bei Gaugamela 331 v. Chr. aufgeteilt und das Zweistromland einem Makedonen und Babylon, als Hauptstadt dieses Landes, einem Perser anvertraut. Die Statthalterschaft in Syrien nach 329 v. Chr. ist unklar; es ist nur zu vermuten, dass diese von dem hyparchos der syrischen Küstenlande übernommen wurde.
| Amtsjahr        | Assyrien & Phönizien „oberes Syrien“ | Samaria/Koilesyrien „unteres Syrien“ | Ägypten   | Mesopotamien | Babylonien |
| --------------- | ------------------------------------ | ------------------------------------ | --------- | ------------ | ---------- |
| 335–334 v. Chr. | Mazaios                              | Sanballat                            | Sabakes   | Mazaios      | Mazaios    |
| 334–333 v. Chr. | Mazaios                              | Sanballat                            | Sabakes   | Mazaios      | Mazaios    |
| 333–332 v. Chr. | Menon                                | Andromachos                          | Mazakes   | Mazaios      | Mazaios    |
| 332–331 v. Chr. | Arimmas oder Menon                   | Menon                                | Kleomenes | Arkesilaos ? | Mazaios    |
| 331–330 v. Chr. | Asklepiodoros                        | Asklepiodoros                        | Kleomenes | Arkesilaos ? | Mazaios    |
| 330–329 v. Chr. | Asklepiodoros                        | Asklepiodoros                        | Kleomenes | Arkesilaos ? | Mazaios    |
| 329–328 v. Chr. | Menes ?                              | Menes ?                              | Kleomenes | Arkesilaos ? | Mazaios    |
| 328–327 v. Chr. | Menes ?                              | Menes ?                              | Kleomenes | Arkesilaos ? | Stamenes   |
| 327–326 v. Chr. | Menes ?                              | Menes ?                              | Kleomenes | Arkesilaos ? | Stamenes   |
| 326–325 v. Chr. | Menes ?                              | Menes ?                              | Kleomenes | Arkesilaos ? | Stamenes   |
| 325–324 v. Chr. | Menes ?                              | Menes ?                              | Kleomenes | Arkesilaos ? | Stamenes   |
| 324–323 v. Chr. | Menes ?                              | Menes ?                              | Kleomenes | Arkesilaos ? | Stamenes   |

## Iran
| Amtsjahr        | Susiana          | Persis       | Medien    | Tapurien & Mardien        | Parthien & Hyrkanien      |
| --------------- | ---------------- | ------------ | --------- | ------------------------- | ------------------------- |
| 335–334 v. Chr. | Abulites         | Ariobarzanes | Atropates | Autophradates             | Phrataphernes             |
| 334–333 v. Chr. | Abulites         | Ariobarzanes | Atropates | Autophradates             | Phrataphernes             |
| 333–332 v. Chr. | Abulites         | Ariobarzanes | Atropates | Autophradates             | Phrataphernes             |
| 332–331 v. Chr. | Abulites         | Ariobarzanes | Atropates | Autophradates             | Phrataphernes             |
| 331–330 v. Chr. | Abulites         | Phrasaortes  | Atropates | Autophradates             | Phrataphernes             |
| 330–329 v. Chr. | Abulites         | Phrasaortes  | Oxydates  | Amminapes / Phrataphernes | Amminapes / Phrataphernes |
| 329–328 v. Chr. | Abulites         | Phrasaortes  | Oxydates  | Phrataphernes             | Phrataphernes             |
| 328–327 v. Chr. | Abulites         | Phrasaortes  | Atropates | Phrataphernes             | Phrataphernes             |
| 327–326 v. Chr. | Abulites         | Orxines      | Atropates | Phrataphernes             | Phrataphernes             |
| 326–325 v. Chr. | Abulites         | Orxines      | Atropates | Phrataphernes             | Phrataphernes             |
| 325–324 v. Chr. | Abulites         | Peukestas    | Atropates | Phrataphernes             | Phrataphernes             |
| 324–323 v. Chr. | Oropios / Koinos | Peukestas    | Atropates | Phrataphernes             | Phrataphernes             |

## Zentralasien (obere Provinzen)
Die Provinz Paropamisaden, deren Territorium bereits dem persischen Reich angehörte, wurde wahrscheinlich eigens von Alexander im Jahr 330 v. Chr. eingerichtet. Sie kontrollierte den Übergang von Zentralasien in das Industal, den Hindukusch. Die Provinz Gedrosien scheint in der persischen Zeit über keine zentralisierte Verwaltung verfügt zu haben. Hier richtete erst Alexander, bei seinem Durchzug 326/325 v. Chr. aus Indien zurückkehrend, eine Statthalterschaft ein.
| Amtsjahr        | Karmanien             | Baktrien            | Sogdien     | Areia        | Drangiana  |
| --------------- | --------------------- | ------------------- | ----------- | ------------ | ---------- |
| 335–334 v. Chr. | Astaspes              | Bessos              | Spitamenes  | Satibarzanes | Barsaentes |
| 334–333 v. Chr. | Astaspes              | Bessos              | Spitamenes  | Satibarzanes | Barsaentes |
| 333–332 v. Chr. | Astaspes              | Bessos              | Spitamenes  | Satibarzanes | Barsaentes |
| 332–331 v. Chr. | Astaspes              | Bessos              | Spitamenes  | Satibarzanes | Barsaentes |
| 331–330 v. Chr. | Astaspes              | Bessos              | Spitamenes  | Satibarzanes | Barsaentes |
| 330–329 v. Chr. | Astaspes              | Bessos „Artaxerxes“ | Spitamenes  | Arsakes      | Arsakes    |
| 329–328 v. Chr. | Astaspes              | Artabazos           | Spitamenes  | Stasanor     | Stasanor   |
| 328–327 v. Chr. | Astaspes              | Kleitos, Amyntas    | Philippos ? | Stasanor     | Stasanor   |
| 327–326 v. Chr. | Astaspes              | Amyntas             | Philippos ? | Stasanor     | Stasanor   |
| 326–325 v. Chr. | Astaspes              | Amyntas             | Philippos ? | Stasanor     | Stasanor   |
| 325–324 v. Chr. | Sibyrtios, Tlepolemos | Philippos           | Philippos   | Stasanor     | Stasanor   |
| 324–323 v. Chr. | Tlepolemos            | Philippos           | Philippos   | Stasanor     | Stasanor   |

| Amtsjahr        | Arachosien | Gedrosien           | Paropamisaden |
| --------------- | ---------- | ------------------- | ------------- |
| 335–334 v. Chr. | Barsaentes | ---                 | ---           |
| 334–333 v. Chr. | Barsaentes | ---                 | ---           |
| 333–332 v. Chr. | Barsaentes | ---                 | ---           |
| 332–331 v. Chr. | Barsaentes | ---                 | ---           |
| 331–330 v. Chr. | Barsaentes | ---                 | ---           |
| 330–329 v. Chr. | Menon      | ---                 | Proexes       |
| 329–328 v. Chr. | Menon      | ---                 | Proexes       |
| 328–327 v. Chr. | Menon      | ---                 | Proexes       |
| 327–326 v. Chr. | Menon      | ---                 | Tyriespis     |
| 326–325 v. Chr. | Menon      | Apollophanes, Thoas | Tyriespis     |
| 325–324 v. Chr. | Sibyrtios  | Thoas, Sibyrtios    | Oxyartes      |
| 324–323 v. Chr. | Sibyrtios  | Sibyrtios           | Oxyartes      |

## Indien
Die Provinz Gandhara befand sich zur Zeit des Großkönigs Dareios I. schon einmal unter der Herrschaft des persischen Reichs, ging unter dessen Nachfolgern allerdings wieder verloren. Alexander richtete die Provinz wieder ein, nachdem er im Frühjahr 326 v. Chr. den Hindukusch überschritten hatte und weiter in das Industal vordrang.
| Amtsjahr        | Gandhara           | Punjab „oberes Indien“ | Indusdelta „unteres Indien“ |
| --------------- | ------------------ | ---------------------- | --------------------------- |
| 326 v. Chr.     | Nikanor, Philippos | Philippos              | Peithon                     |
| 326–325 v. Chr. | Oxyartes           | Eudemos & Taxiles      | Peithon                     |
| 325–324 v. Chr. | Oxyartes           | Eudemos & Taxiles      | Peithon                     |
| 324–323 v. Chr. | Oxyartes           | Eudemos & Taxiles      | Peithon                     |